# Бриселанг
Бриселанг (њем. Brieselang) општина је у њемачкој савезној држави Бранденбург. Једно је од 26 општинских средишта округа Хафеланд. Према процјени из 2010. у општини је живјело 10.794 становника. Посједује регионалну шифру (AGS) 12063036.

## Географски и демографски подаци
Бриселанг се налази у савезној држави Бранденбург у округу Хафеланд. Општина се налази на надморској висини од 30 метара. Површина општине износи 44,4 km². У самом мјесту је, према процјени из 2010. године, живјело 10.794 становника. Просјечна густина становништва износи 243 становника/km².